# Varnupiai
Varnupiai (ryska: Варнупяй) är en ort i Litauen. Den ligger i den södra delen av landet, 120 km väster om huvudstaden Vilnius. Varnupiai ligger 97 meter över havet och antalet invånare är 210.
Terrängen runt Varnupiai är mycket platt. Runt Varnupiai är det ganska glesbefolkat, med 24 invånare per kvadratkilometer. Närmaste större samhälle är Marijampolė, 14,2 km nordväst om Varnupiai. Omgivningarna runt Varnupiai är en mosaik av jordbruksmark och naturlig växtlighet.